# Ann Timothy

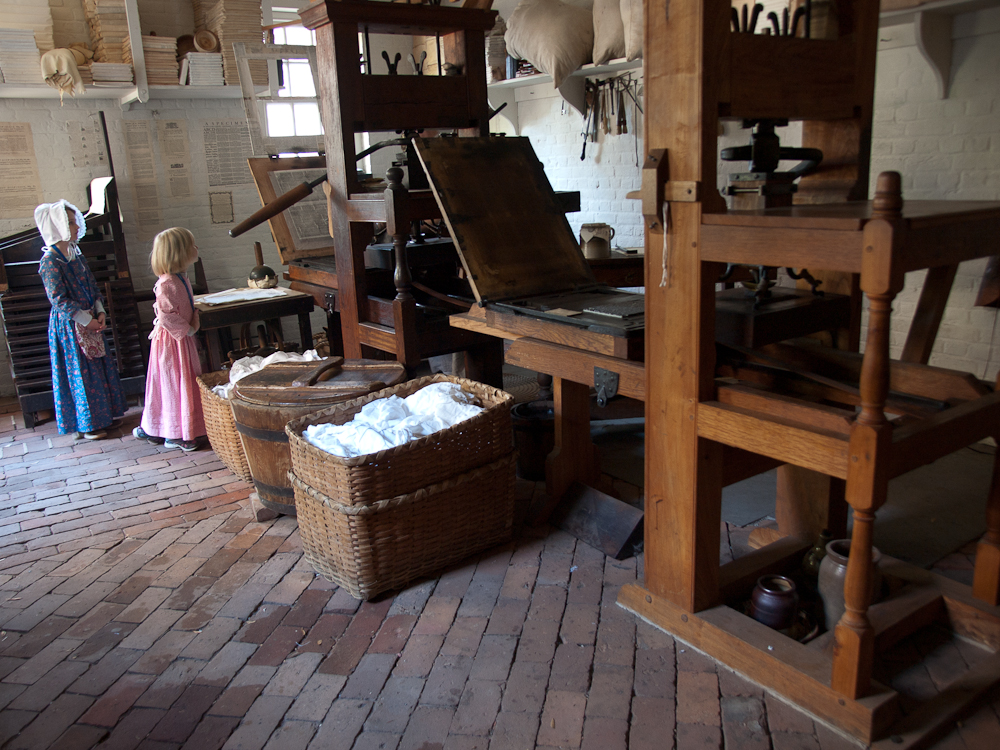
En tryckpress på 1700-talet.

Ann Timothy, född 1727, död 1792, var en amerikansk tidningsredaktör. Hon utgav Gazette of the State of South Carolina 1783–1792, och var "Printer to the State" i South Carolina 1785–1792. 